# Holandia na Letnich Igrzyskach Olimpijskich 2012
Holandię na Letnich Igrzyskach Olimpijskich 2012, które odbyły się w Londynie reprezentowało 178 zawodników.
Był to dwudziesty piąty start reprezentacji Holandii na letnich igrzyskach olimpijskich.

## Zdobyte medale
| Medal  | Zawodnik | Dyscyplina       | Konkurencja                               | Rezultat                                                                 |
| ------ | --- | ---------------- | ----------------------------------------- | ------------------------------------------------------------------------ |
| Złoto  | Epke Zonderland | Gimnastyka       | ćwiczenia na drążku mężczyzn              | 16,533 pkt                                                               |
| Złoto  | Joyce Sobreoek, Kitty van Male, Carlien Dirkse van den Heuvel, Kelly Jonker, Maartje Goderie, Lidewij Welten, Caia van Maasakker, Maartje Paumen, Naomi van As, Ellen Hoog, Sophie Polkamp, Kim Lammers, Eva de Goede, Marilyn Agliotti, Merel de Blaeij, Margot van Geffen | Hokej na trawie  | turniej kobiet                            | w finale pokonały zespół Argentyny 2-0                                   |
| Złoto  | Marianne Vos | Kolarstwo        | wyścig ze startu wspólnego kobiet         | 3:35:29 h                                                                |
| Złoto  | Ranomi Kromowidjojo | Pływanie         | 50 m stylem dowolnym kobiet               | 24,05 s                                                                  |
| Złoto  | Ranomi Kromowidjojo | Pływanie         | 100 m stylem dowolnym kobiet              | 53,00                                                                    |
| Złoto  | Dorian van Rijsselberghe | Żeglarstwo       | windsurfing mężczyzn klasa RS:X           | 15 pkt                                                                   |
| Srebro | Jaap Stockmann, Klaas Vermeulen, Marcel Balkestein, Wouter Jolie, Billy Bakker, Roderick Weusthof, Robbert Kemperman, Sander Baart, Teun de Nooijer, Floris Evers, Bob de Voogd, Sander de Wijn, Rogier Hofman, Robert van der Horst, Valentin Verga, Mink van der Weerden  | Hokej na trawie  | turniej mężczyzn                          | w finale ulegli zespołowi Niemiec 1-2                                    |
| Srebro | Gerco Schröder | Jeździectwo      | skoki przez przeszkody indywidualnie      | srebrny medal wywalczył w dogrywce pokonując Irlandczyka Ciana O’Connora |
| Srebro | Marc Houtzager, Gerco Schröder, Maikel Van Der Vleuten, Jur Vrieling | Jeździectwo      | skoki przez przeszkody drużynowo          | 8 pkt. W dogrywce drużyna Holandii uległa drużynie Wielkiej Brytanii     |
| Srebro | Adelinde Cornelissen | Jeździectwo      | ujeżdżenie indywidualnie                  | 88.196 pkt                                                               |
| Srebro | Inge Dekker, Marleen Veldhuis, Femke Heemskerk, Ranomi Kromowidjojo, Hinkelien Schreuder | Pływanie         | sztafeta 4 × 100 m stylem dowolnym kobiet | 3:33,79 min                                                              |
| Srebro | Marit Bouwmeester | Żeglarstwo       | klasa Laser Radial                        | 37,0 pkt                                                                 |
| Brąz   | Anky van Grunsven, Edward Gal, Adelinde Cornelissen | Jeździectwo      | ujeżdżenie drużynowo                      | 77,124 pkt                                                               |
| Brąz   | Henk Grol | Judo             | waga do 100 kg mężczyzn                   | w pojedynku o brązowy medal pokonał Koreańczyka Hwang Hee-tae            |
| Brąz   | Edith Bosch | Judo             | waga do 70 kg kobiet                      | w pojedynku o brązowy medal pokonała Koreankę Hwang Ye-sul               |
| Brąz   | Teun Mulder | Kolarstwo torowe | keirin mężczyzn                           |                                                                          |
| Brąz   | Laura Smulders | Kolarstwo BMX    | BMX kobiet                                | 38,231 s                                                                 |
| Brąz   | Marleen Veldhuis | Pływanie         | 50 m stylem dowolnym kobiet               | 24,39 s                                                                  |
| Brąz   | Jacobine Veenhoven, Nienke Kingma, Chantal Achterberg, Sytske de Groot, Roline Repelaer van Driel, Claudia Belderbos, Carline Bouw, Annemiek de Haan, Anne Schellekens | Wioślarstwo      | ósemka kobiet                             | 6:13,12                                                                  |
| Brąz   | Lisa Westerhof, Lobke Berkhout | Żeglarstwo       | klasa 470 kobiet                          | 64 pkt                                                                   |

## Reprezentanci

### Badminton
Kobiety
| Zawodniczka | Konkurencja    | Faza grupowa            | Faza grupowa            | Faza grupowa         | Faza grupowa | Eliminacje           | Ćwierćfinał          | Półfinał             | Finał                | Finał   |
| Zawodniczka | Konkurencja    | Przeciwniczka Punkty    | Przeciwniczka Punkty    | Przeciwniczka Punkty | Miejsce      | Przeciwniczka Punkty | Przeciwniczka Punkty | Przeciwniczka Punkty | Przeciwniczka Punkty | Miejsce |
| ----------- | -------------- | ----------------------- | ----------------------- | -------------------- | ------------ | -------------------- | -------------------- | -------------------- | -------------------- | ------- |
| Yao Jie     | gra pojedyncza | Akvilė Stapušaitytė 2-0 | Ragna Ingólfsdóttir 2-0 |                      | 1.           | Saina Nehwal 0-2     | → Nie awansowała     | → Nie awansowała     | → Nie awansowała     | 9.      |

### Gimnastyka

#### Gimnastyka sportowa
Mężczyźni
| Zawodnik        | Konkurencje            | Konkurencje            | Konkurencje     | Konkurencje     | Konkurencje                 | Konkurencje                 | Konkurencje          | Konkurencje          | Konkurencje            | Konkurencje            | Konkurencje         | Konkurencje         | Konkurencje | Konkurencje | Konkurencje        | Konkurencje        |
| Zawodnik        | Wielobój indywidualnie | Wielobój indywidualnie | Ćwiczenia wolne | Ćwiczenia wolne | Ćwiczenia na koniu z łękami | Ćwiczenia na koniu z łękami | Ćwiczenia na kółkach | Ćwiczenia na kółkach | Ćwiczenia na poręczach | Ćwiczenia na poręczach | Ćwiczenia na drążku | Ćwiczenia na drążku | Skoki       | Skoki       | Wielobój drużynowy | Wielobój drużynowy |
| Zawodnik        | Wynik                  | Pozycja                | Wynik           | Pozycja         | Wynik                       | Pozycja                     | Wynik                | Pozycja              | Wynik                  | Pozycja                | Wynik               | Pozycja             | Wynik       | Pozycja     | Wynik              | Pozycja            |
| --------------- | ---------------------- | ---------------------- | --------------- | --------------- | --------------------------- | --------------------------- | -------------------- | -------------------- | ---------------------- | ---------------------- | ------------------- | ------------------- | ----------- | ----------- | ------------------ | ------------------ |
| Epke Zonderland |                        |                        |                 |                 |                             |                             |                      |                      | 15,133                 | 18.                    | 16,533              | złoto               |             |             |                    |                    |

Kobiety
| Zawodniczka       | Wynik                  | Wynik                  | Wynik           | Wynik           | Wynik                  | Wynik                  | Wynik                   | Wynik                   | Wynik  | Wynik   | Wynik              | Wynik              |
| Zawodniczka       | Wielobój indywidualnie | Wielobój indywidualnie | Ćwiczenia wolne | Ćwiczenia wolne | Ćwiczenia na poręczach | Ćwiczenia na poręczach | Ćwiczenia na równoważni | Ćwiczenia na równoważni | Skoki  | Skoki   | Wielobój drużynowy | Wielobój drużynowy |
| Zawodniczka       | Wynik                  | Pozycja                | Wynik           | Pozycja         | Wynik                  | Pozycja                | Wynik                   | Pozycja                 | Wynik  | Pozycja | Wynik              | Pozycja            |
| ----------------- | ---------------------- | ---------------------- | --------------- | --------------- | ---------------------- | ---------------------- | ----------------------- | ----------------------- | ------ | ------- | ------------------ | ------------------ |
| Celine van Gerner | 57,232                 | 12.                    | 12,966          | 56.             | 14,866                 | 10.                    | 14,100                  | 25.                     | 13,700 | 53.     |                    |                    |

#### Skoki na trampolinie
Kobiety
| Zawodniczka    | Konkurencja           | Kwalifikacje | Kwalifikacje | Finał            | Finał            |
| Zawodniczka    | Konkurencja           | Punkty       | Miejsce      | Punkty           | Miejsce          |
| -------------- | --------------------- | ------------ | ------------ | ---------------- | ---------------- |
| Andrea Lenders | Indywidualnie kobiety | 98,115       | 13.          | → Nie awansowała | → Nie awansowała |

### Hokej na trawie
- Reprezentacja mężczyzn

Reprezentacja Holandii brała udział w rozgrywkach grupy B turnieju olimpijskiego zajmując w niej pierwsze miejsce i awansując do półfinału. W półfinale pokonała zespół Wielkiej Brytanii i awansowała do finału, w którym przegrała z zespołem Niemiec zdobywając srebrny medal.
| - Jaap Stockmann - Klaas Vermeulen - Marcel Balkestein - Wouter Jolie - Billy Bakker - Roderick Weusthof - Robbert Kemperman - Sander Baart |  | - Teun de Nooijer - Floris Evers - Bob de Voogd - Sander de Wijn - Rogier Hofman - Robert van der Horst - Valentin Verga - Mink van der Weerden |

Grupa B
| Drużyna          | M | W | R | P | G+ | G- | G=  | Pkt |
| ---------------- | - | - | - | - | -- | -- | --- | --- |
| Holandia         | 5 | 5 | 0 | 0 | 18 | 7  | 11  | 15  |
| Niemcy           | 5 | 3 | 1 | 1 | 14 | 11 | 3   | 10  |
| Belgia           | 5 | 2 | 1 | 2 | 8  | 7  | 1   | 7   |
| Korea Południowa | 5 | 2 | 0 | 3 | 9  | 8  | 1   | 6   |
| Nowa Zelandia    | 5 | 1 | 2 | 2 | 10 | 14 | −4  | 5   |
| Indie            | 5 | 0 | 0 | 5 | 6  | 18 | −12 | 0   |

#### Rozgrywki grupowe
30 lipca 2012
| Holandia | 3:2 | Indie |

1 sierpnia 2012
| Belgia | 1:3 | Holandia |

3 sierpnia 2012
| Holandia | 5:1 | Nowa Zelandia |

5 sierpnia 2012
| Holandia | 3:1 | Niemcy |

7 sierpnia 2012
| Korea Południowa | 2:4 | Holandia |

#### Półfinał
| 9 sierpnia 201220:00 WET | Wielka Brytania                            | 2:9 | Holandia |  |
| 9 sierpnia 201220:00 WET | Ashley Jackson 17' (kar.) Robert Moore 64' | 2:9 | 8' (kar.), 14', 59' (kar.) Roderick Weusthof 32', 43', 50' Billy Bakker 46' Teun de Nooijer 21' (kar.) Mink van der Weerden 47' Floris Evers |  |
| 9 sierpnia 201220:00 WET | Iain Lewers 68'                            | 2:9 | 29' Roderick Weusthof |  |

#### Finał
| 11 sierpnia 201220:00 WET | Niemcy                                         | 2:1 | Holandia                        |  |
| 11 sierpnia 201220:00 WET | Jan Philipp Rabente 32', 65'                   | 2:1 | 53' (kar.) Mink van der Weerden |  |
| 11 sierpnia 201220:00 WET | Thilo Stralkowski 29' · Christopher Wesley 56' | 2:1 |                                 |  |

- Reprezentacja kobiet

Reprezentacja Holandii brała udział w rozgrywkach grupy A turnieju olimpijskiego zajmując w niej pierwsze miejsce i awansując do półfinału. W półfinale pokonała zespół Nowej Zelandii (w rzutach karnych) i awansowała do finału, w którym pokonała zespół Argentyny zdobywając złoty medal.
| - Joyce Sobreoek - Kitty van Male - Carlien Dirkse van den Heuvel - Kelly Jonker - Maartje Goderie - Lidewij Welten - Caia can Maaskker - Maartje Paumen |  | - Naomi van As - Ellen Hoog - Sophie Polkamp - Kim Lammers - Eva de Goede - Marilyn Agliotti - Merel de Blaeij - Margot van Geffen |

Grupa A
| Drużyna          | M | W | R | P | G+ | G- | G= | Pkt |
| ---------------- | - | - | - | - | -- | -- | -- | --- |
| Holandia         | 5 | 0 | 0 | 0 | 12 | 5  | 7  | 15  |
| Wielka Brytania  | 5 | 3 | 0 | 2 | 14 | 7  | 7  | 9   |
| Chiny            | 5 | 2 | 1 | 2 | 6  | 3  | 3  | 7   |
| Korea Południowa | 5 | 2 | 0 | 3 | 9  | 13 | −4 | 6   |
| Japonia          | 5 | 1 | 1 | 3 | 4  | 9  | −5 | 4   |
| Belgia           | 5 | 0 | 2 | 3 | 2  | 10 | −8 | 2   |

#### Rozgrywki grupowe
29 lipca 2012
| Holandia | 3:0 | Belgia |

31 lipca 2012
| Holandia | 3:2 | Japonia |

2 sierpnia 2012
| Chiny | 0:1 | Holandia |

4 sierpnia 2012
| Holandia | 3:2 | Korea Południowa |

6 sierpnia 2012
| Wielka Brytania | 1:2 | Holandia |

#### Półfinał
| 8 sierpnia 201215:30 WET | Holandia                              | 2:2 (pd.)   | Nowa Zelandia                                  |  |
| 8 sierpnia 201215:30 WET | Maartje Paumen 31' (kar.), 52' (kar.) | 2:2 (pd.)   | 6' (kar.) Kayla Sharland 48' Krystal Forgesson |  |
| 8 sierpnia 201215:30 WET | Margot van Geffen 27'                 | 2:2 (pd.)   | 78' Gemma Flynn                                |  |
| 8 sierpnia 201215:30 WET | Naomi As Eva de Goede Ellen Hoog      | Rzuty karne | Stacey Michelsen                               |  |

#### Finał
| 10 sierpnia 201220:00 WET | Holandia                                                           | 2:0 | Argentyna          |  |
| 10 sierpnia 201220:00 WET | Carrien Dirkse van der Heuvel 44' (kar.) Maartje Paumen 53' (kar.) | 2:0 |                    |  |
| 10 sierpnia 201220:00 WET | Maartje Goderie 29'                                                | 2:0 | 58' Silvina d'Elia |  |

### Skoki przez przeszkody
| Zawodnik                                                          | Koń                | Konkurencja   | Kwalifikacje | Kwalifikacje | Kwalifikacje | Kwalifikacje | Kwalifikacje | Kwalifikacje | Kwalifikacje | Kwalifikacje | Finał           | Finał           | Finał           | Finał           | Finał           | Razem | Razem   |
| Zawodnik                                                          | Koń                | Konkurencja   | Runda 1      | Runda 1      | Runda 2      | Runda 2      | Runda 2      | Runda 3      | Runda 3      | Runda 3      | Runda A         | Runda A         | Runda B         | Runda B         | Runda B         | Razem | Razem   |
| Zawodnik                                                          | Koń                | Konkurencja   | Kary         | Miejsce      | Kary         | Łącznie      | Miejsce      | Kary         | Łącznie      | Miejsce      | Kary            | Miejsce         | Kary            | Łącznie         | Miejsce         | Kary  | Miejsce |
| ----------------------------------------------------------------- | ------------------ | ------------- | ------------ | ------------ | ------------ | ------------ | ------------ | ------------ | ------------ | ------------ | --------------- | --------------- | --------------- | --------------- | --------------- | ----- | ------- |
| Marc Houtzager                                                    | Sterrehof’s Tamino | indywidualnie | 0            | 1.           | 0            | 0            | 1.           | 0            | 0            | 1.           | 4               | 11.             | 4               | 8               | 9.              | 8     | 9.      |
| Gerco Schröder                                                    | London             | indywidualnie | 0            | 1.           | 4            | 4            | 17.          | 4            | 8            | 11.          | 1               | 7.              | 0               | 1               | 2.              | 1+0   | srebro  |
| Maikel van der Vleuten                                            | Verdi              | indywidualnie | 0            | 1.           | 0            | 0            | 1.           | 0            | 0            | 1.           | → Wycofał się   | → Wycofał się   | → Wycofał się   | → Wycofał się   | → Wycofał się   |       |         |
| Jur Vrieling                                                      | Bubalu             | indywidualnie | 0            | 1.           | 8            | 8            | 31.          | 8            | 16           | 33.          | → Nie awansował | → Nie awansował | → Nie awansował | → Nie awansował | → Nie awansował | 16    | 33.     |
| Marc Houtzager Gerco Schröder Maikel van der Vleuten Jur Vrieling | Patrz wyżej        | drużynowo     |              |              | 0            | 0            | 1.           | 8            | 8            | 2.           |                 |                 |                 |                 |                 | 8+4   | srebro  |

#### Ujeżdżenie
| Zawodnik                                          | Koń                | Konkurencja   | Runda 1 | Runda 1 | Runda 2 | Runda 2 | Runda 2       | Runda 2 | Finał           | Finał           | Finał           | Finał           |
| Zawodnik                                          | Koń                | Konkurencja   | Punkty  | Miejsce | Punkty  | Miejsce | Razem punktów | Miejsce | Punkty          | Miejsce         | Razem punktów   | Miejsce         |
| ------------------------------------------------- | ------------------ | ------------- | ------- | ------- | ------- | ------- | ------------- | ------- | --------------- | --------------- | --------------- | --------------- |
| Adelinde Cornelissen                              | Parzival           | indywidualnie | 81,687  | 2.      | 81,968  | 2.      | 163,655       | 2.      | 88,196          | 2.              | 88,196          | srebro          |
| Edward Gal                                        | Glock’s Undercover | indywidualnie | 75,395  | 11.     | 75,556  | 10.     | 150,951       | 10.     | 80,267          | 9.              | 80,267          | 9.              |
| Patrick van der Meer                              | Uzzo               | indywidualnie | 70,912  | 25.     | 67,444  | 32.     | 138,356       | 32.     | → Nie awansował | → Nie awansował | → Nie awansował | → Nie awansował |
| Anky van Grunsven                                 | Salinero           | indywidualnie | 73,343  | 16.     | 74,794  | 12.     | 148,137       | 12.     | 82,000          | 6.              | 82,000          | 6.              |
| Adelinde Cornelissen Edward Gal Anky van Grunsven | Patrz wyżej        | drużynowo     | 76,809  | 3.      |         |         |               |         | 77,124          | 3.              | 77,124          | brąz            |

#### WKKW
| Zawodnik                             | Koń               | Konkurencja   | Ujeżdżenie | Ujeżdżenie | Cross-country   | Cross-country   | Skoki           | Skoki           | Skoki           | Skoki           | Łącznie         | Łącznie         |
| Zawodnik                             | Koń               | Konkurencja   | Ujeżdżenie | Ujeżdżenie | Cross-country   | Cross-country   | Kwalifikacje    | Kwalifikacje    | Finał           | Finał           | Łącznie         | Łącznie         |
| Zawodnik                             | Koń               | Konkurencja   | Kary       | Miejsce    | Kary            | Miejsce         | Kary            | Miejsce         | Kary            | Miejsce         | Kary            | Miejsce         |
| ------------------------------------ | ----------------- | ------------- | ---------- | ---------- | --------------- | --------------- | --------------- | --------------- | --------------- | --------------- | --------------- | --------------- |
| Andrew Heffernan                     | Millthyme Corolla | indywidualnie | 50,60      | 34.        | 12,40           | 32.             | 12,00           | 33.             | → Nie awansował | → Nie awansował | 75,00           | 33.             |
| Tim Lips                             | Concrex Oncarlos  | indywidualnie | 51,70      | 39.        | 22,00           | 39.             | 13,00           | 38.             | → Nie awansował | → Nie awansował | 86,70           | 38.             |
| Elaine Pen                           | Vira              | indywidualnie | 52,20      | 43.        | → Wyeliminowana | → Wyeliminowana | → Wyeliminowana | → Wyeliminowana | → Wyeliminowana | → Wyeliminowana | → Wyeliminowana | → Wyeliminowana |
| Andrew Heffernan Tim Lips Elaine Pen | Patrz wyżej       | drużynowo     | 154,50     | 12.        | 1136,70         | 11.             | 25              | 11.             |                 |                 | 1161,70         | 11.             |

### Judo
Mężczyźni
| Zawodnik         | Konkurencja | 1/32             | 1/16                        | 1/8                       | Ćwierćfinał               | Półfinał               | Repasaż 1                | Repasaż 2                          | Finał            | Finał   |
| Zawodnik         | Konkurencja | Przeciwnik Wynik | Przeciwnik Wynik            | Przeciwnik Wynik          | Przeciwnik Wynik          | Przeciwnik Wynik       | Przeciwnik Wynik         | Przeciwnik Wynik                   | Przeciwnik Wynik | Pozycja |
| ---------------- | ----------- | ---------------- | --------------------------- | ------------------------- | ------------------------- | ---------------------- | ------------------------ | ---------------------------------- | ---------------- | ------- |
| Jeroen Mooren    | −60 kg      |                  | Artiom Arshanski 0001- 0001 | → Nie awansował           | → Nie awansował           | → Nie awansował        | → Nie awansował          | → Nie awansował                    | → Nie awansował  | 17.     |
| Dex Elmont       | −73 kg      |                  | Emmanuel Nartey 0111 -0003  | Bruno Mendonca 0011 -0002 | Ugo Legrand 0100 -0000    | Riki Nakaya 0001- 0000 |                          | Sajndżarglyn Njam-Oczir 0002- 0011 | → Nie awansował  | 5.      |
| Guillaume Elmont | −81 kg      |                  | Alain Schmitt 0002- 0000    | → Nie awansował           | → Nie awansował           | → Nie awansował        | → Nie awansował          | → Nie awansował                    | → Nie awansował  | 17.     |
| Henk Grol        | −100 kg     |                  | Dominic Dugasse 1001 -0000  | Luciano Corrêa 0101 -0003 | Dimitri Peters 0001- 0100 | → Nie awansował        | Lukáš Krpálek 1010 -0000 | Hwang Hee-tae 0100 -0000           |                  | brąz    |
| Luuk Verbij      | +100 kg     |                  | Barna Bor 0002- 0010        | → Nie awansował           | → Nie awansował           | → Nie awansował        | → Nie awansował          | → Nie awansował                    | → Nie awansował  | 17.     |

Kobiety
| Zawodniczka            | Konkurencja | 1/16                        | 1/8                       | Ćwierćfinał               | Półfinał            | Repasaż 1                   | Repasaż 2               | Finał               | Finał   |
| Zawodniczka            | Konkurencja | Przeciwniczka Wynik         | Przeciwniczka Wynik       | Przeciwniczka Wynik       | Przeciwniczka Wynik | Przeciwniczka Wynik         | Przeciwniczka Wynik     | Przeciwniczka Wynik | Pozycja |
| ---------------------- | ----------- | --------------------------- | ------------------------- | ------------------------- | ------------------- | --------------------------- | ----------------------- | ------------------- | ------- |
| Birgit Ente            | – 48 kg     | Éva Csernoviczky 0001- 0010 | → Nie awansowała          | → Nie awansowała          | → Nie awansowała    | → Nie awansowała            | → Nie awansowała        | → Nie awansowała    | 9.      |
| Elisabeth Willeboordse | – 63 kg     | Caren Chammas 1100 -0001    | Séverine Nébié 1000 -0001 | Xu Lili 0001- 1000        | → Nie awansowała    | Yoshie Ueno 0000- 0010      | → Nie awansowała        |                     | 7.      |
| Edith Bosch            | – 70 kg     |                             | Sally Conway 0010 -0001   | Kerstin Thiele 0000- 0101 | → Nie awansowała    | Haruka Tachimoto 0011 -0002 | Hwang Ye-sul 0011 -0011 |                     | brąz    |
| Marhinde Verkerk       | – 78 kg     |                             | Akari Ogata 0110 -0020    | Gemma Gibbons 0000- 0100  | → Nie awansowała    | Yang Xiuli 0000 -0000       | Mayra Aguiar 0000- 1000 |                     | 5.      |

### Kolarstwo BMX
Mężczyźni
| Zawodnik              | Konkurencja | Eliminacje | Eliminacje | Ćwierćfinał | Ćwierćfinał | Półfinał        | Półfinał        | Finał           | Finał   |
| Zawodnik              | Konkurencja | Wynik      | Miejsce    | Wynik       | Miejsce     | Wynik           | Miejsce         | Wynik           | Miejsce |
| --------------------- | ----------- | ---------- | ---------- | ----------- | ----------- | --------------- | --------------- | --------------- | ------- |
| Raymon van der Biezen | BMX         | 37,779     | 1.         | 3           | 1.          | 8               | 2.              | 38,492          | 4.      |
| Twan van Gendt        | BMX         | 38,339     | 3.         | 7           | 1.          | 8               | 2.              | 44,744          | 5.      |
| Jelle van Gorkom      | BMX         | 39,529     | 21.        | 31          | 7.          | → Nie awansował | → Nie awansował | → Nie awansował | 27.     |

Kobiety
| Zawodniczka    | Konkurencja | Eliminacje | Eliminacje | Półfinał | Półfinał | Finał  | Finał   |
| Zawodniczka    | Konkurencja | Wynik      | Miejsce    | Wynik    | Miejsce  | Wynik  | Miejsce |
| -------------- | ----------- | ---------- | ---------- | -------- | -------- | ------ | ------- |
| Laura Smulders | BMX         | 39,420     | 6.         | 11       | 3.       | 38,231 | brąz    |

#### Kolarstwo górskie
Mężczyźni
| Zawodnik       | Konkurencja          | Czas    | Miejsce |
| -------------- | -------------------- | ------- | ------- |
| Rudi van Houts | Wyścig cross-country | 1:32:53 | 17.     |

#### Kolarstwo szosowe
Mężczyźni
| Zawodnik            | Konkurencja                | Czas     | Miejsce |
| ------------------- | -------------------------- | -------- | ------- |
| Lars Boom           | Wyścig ze startu wspólnego | 5:46:05  | 11.     |
| Lars Boom           | Jazda indywidualna na czas | 55:29,74 | 22.     |
| Robert Gesink       | Wyścig ze startu wspólnego | 5:46:05  | 23.     |
| Sebastian Langeveld | Wyścig ze startu wspólnego | 5:46:37  | 74.     |
| Niki Terpstra       | Wyścig ze startu wspólnego | 5;46:37  | 82.     |
| Lieuwe Westra       | Wyścig ze startu wspólnego | 5:46:47  | 97.     |
| Lieuwe Westra       | Jazda indywidualna na czas | 54:19,62 | 11.     |

Kobiety
| Zawodniczka          | Konkurencja                | Czas                     | Miejsce                  |
| -------------------- | -------------------------- | ------------------------ | ------------------------ |
| Loes Gunnewijk       | Wyścig ze startu wspólnego | Przekroczyła limit czasu | Przekroczyła limit czasu |
| Ellen van Dijk       | Wyścig ze startu wspólnego | Przekroczyła limit czasu | Przekroczyła limit czasu |
| Ellen van Dijk       | Jazda indywidualna na czas | 38:53,68                 | 8.                       |
| Annemiek van Vleuten | Wyścig ze startu wspólnego | 3:35:56                  | 14.                      |
| Marianne Vos         | Wyścig ze startu wspólnego | 3:35:29                  | złoto                    |
| Marianne Vos         | Jazda indywidualna na czas | 40:40,79                 | 16.                      |

#### Kolarstwo torowe
| Zawodnik                     | Konkurencja             | Kwalifikacje    | Runda 1            | Repasaże                              | Runda 2            | Repasaże                  | Ćwierćfinały     | Półfinały        | Finał            | Finał   |
| Zawodnik                     | Konkurencja             | Przeciwnik Czas | Przeciwnik Czas    | Przeciwnik Czas                       | Przeciwnik Czas    | Przeciwnik Czas           | Przeciwnik Czas  | Przeciwnik Czas  | Przeciwnik Czas  | Pozycja |
| ---------------------------- | ----------------------- | --------------- | ------------------ | ------------------------------------- | ------------------ | ------------------------- | ---------------- | ---------------- | ---------------- | ------- |
| Willy Kanis                  | Sprint kobiet           | 11,322          | Simona Krupeckaitė | Virginie Cueff Daniela Larreal 11,643 | Victoria Pendleton | Lubow Szulika Lee Wai Sze | → Nie awansowała | → Nie awansowała | → Nie awansowała | 9.      |
| Yvonne Hijgenaar Willy Kanis | Sprint drużynowy kobiet | 33,253          | Australia · 33,090 |                                       |                    |                           |                  |                  |                  | 5.      |

| Zawodnik    | Konkurencja     | Runda 1 | Repesaż | Runda 2 | Finał   |
| Zawodnik    | Konkurencja     | Pozycja | Pozycja | Pozycja | Pozycja |
| ----------- | --------------- | ------- | ------- | ------- | ------- |
| Teun Mulder | Keirin mężczyzn | 2.      |         | 3.      | brąz    |
| Willy Kanis | Keirin kobiet   | 6.      | 2.      | 4.      | 12.     |

| Zawodnicy                                                                 | Konkurencja                              | Kwalifikacje | Kwalifikacje | Półfinał          | Półfinał | Finał                    | Finał   |
| Zawodnicy                                                                 | Konkurencja                              | Czas         | Miejsce      | Przeciwnik Wynik  | Miejsce  | Przeciwnik Wynik         | Miejsce |
| ------------------------------------------------------------------------- | ---------------------------------------- | ------------ | ------------ | ----------------- | -------- | ------------------------ | ------- |
| Levi Heimans Jenning Huizenga Wim Stroetinga Tim Veldt Michael Vingerling | Wyścig drużynowy na dochodzenie mężczyzn | 4:03:818     | 8.           | Rosja · 4:04,029  | 7.       | Kolumbia · 4:04,569      | 7.      |
| Vera Koedooder Amy Pieters Ellen van Dijk Kirsten Wild                    | Wyścig drużynowy na dochodzenie kobiet   | 3:21,602     | 6.           | Niemcy · 3:20,013 | 6.       | Nowa Zelandia · 3:23,256 | 6.      |

| Zawodnik     | Konkurencja   | Start lotny | Start lotny | Wyścig punktowy | Wyścig punktowy | Wyścig eliminacyjny | Wyścig na dochodzenie | Wyścig na dochodzenie | Scratch | Wyścig na 1000 m | Wyścig na 1000 m | Suma punktów | Miejsce |
| Zawodnik     | Konkurencja   | Czas        | Miejsce     | Punkty          | Miejsce         | Miejsce             | Przeciwnik Wynik      | Miejsce               | Miejsce | Czas             | Miejsce          | Suma punktów | Miejsce |
| ------------ | ------------- | ----------- | ----------- | --------------- | --------------- | ------------------- | --------------------- | --------------------- | ------- | ---------------- | ---------------- | ------------ | ------- |
| Kirsten Wild | Omnium kobiet | 14,335      | 4.          | 2               | 16.             | 5.                  | 3:39,741              | 6.                    | 4.      | 37,152           | 15.              | 50           | 6.      |

### Lekkoatletyka
Mężczyźni
| Zawodnik                                                                                       | Konkurencja        | Eliminacje | Eliminacje | Ćwierćfinał | Ćwierćfinał | Półfinał | Półfinał | Finał           | Finał           |
| Zawodnik                                                                                       | Konkurencja        | Wynik      | Miejsce    | Wynik       | Miejsce     | Wynik    | Miejsce  | Wynik           | Miejsce         |
| ---------------------------------------------------------------------------------------------- | ------------------ | ---------- | ---------- | ----------- | ----------- | -------- | -------- | --------------- | --------------- |
| Churandy Martina                                                                               | 100m               | 10,20      | 3.         |             |             | 9,91     | 2.       | 9,94            | 6.              |
| Churandy Martina                                                                               | 200m               | 20,58      | 1.         |             |             | 20,17    | 1.       | 20,00           | 5.              |
| Robert Lathouwers                                                                              | 800m               | 1:46,06    | 2.         |             |             | 1:45,85  | 5.       | → Nie awansował | → Nie awansował |
| Gregory Sedoc                                                                                  | 110 m przez płotki | 13,52      | 3.         |             |             | DNF      | DNF      | → Nie awansował | → Nie awansował |
| Wouter Brus Giovanni Codrington Jerrel Feller Brian Mariano Churandy Martina Patrick van Luijk | sztafeta 4 × 100 m | 38,29      | 3.         |             |             |          |          | 38,39           | 6.              |

| Zawodnik     | Konkurencja    | Kwalifikacje | Kwalifikacje | Finał           | Finał           |
| Zawodnik     | Konkurencja    | Rezultat     | Miejsce      | Rezultat        | Miejsce         |
| ------------ | -------------- | ------------ | ------------ | --------------- | --------------- |
| Erik Cadée   | rzut dyskiem   | 63,55        | 12.          | 62,78           | 10.             |
| Rutger Smith | rzut dyskiem   | 63,09        | 16.          | → Nie awansował | → Nie awansował |
| Rutger Smith | pchnięcie kulą | 20,08        | 14.          | → Nie awansował | → Nie awansował |

Dziesięciobój
| Zawodnik           | Konkurencja | 100 m | LJ   | SP    | HJ   | 400 m | 110ppł | DT    | PV   | JT    | 1500 m  | Finał | Miejsce |
| ------------------ | ----------- | ----- | ---- | ----- | ---- | ----- | ------ | ----- | ---- | ----- | ------- | ----- | ------- |
| Eelco Sintnicolaas | Wynik       | 10,85 | 7,37 | 14,18 | 1,93 | 48,85 | 14,43  | 32,26 | 5,30 | 58,82 | 4:31,17 | 8034  | 11.     |
| Eelco Sintnicolaas | Punkty      | 894   | 903  | 739   | 740  | 868   | 920    | 509   | 1004 | 720   | 737     | 8034  | 11.     |
| Ingmar Vos         | Wynik       | 10,98 | 7,27 | 13,77 | 1,96 | 49,62 | 14,61  | 42,26 | 4,50 | 61,60 | 4:50,01 | 7805  | 21.     |
| Ingmar Vos         | Punkty      | 865   | 878  | 714   | 767  | 832   | 897    | 711   | 760  | 762   | 619     | 7805  | 21.     |

Kobiety
| Zawodniczka                                                                            | Konkurencja        | Eliminacje | Eliminacje | Ćwierćfinał | Ćwierćfinał | Półfinał | Półfinał | Finał                 | Finał                 |
| Zawodniczka                                                                            | Konkurencja        | Wynik      | Miejsce    | Wynik       | Miejsce     | Wynik    | Miejsce  | Wynik                 | Miejsce               |
| -------------------------------------------------------------------------------------- | ------------------ | ---------- | ---------- | ----------- | ----------- | -------- | -------- | --------------------- | --------------------- |
| Hilda Kibet                                                                            | maraton            |            |            |             |             |          |          | 2:28:52               | 24.                   |
| Lornah Kiplagat                                                                        | maraton            |            |            |             |             |          |          | → Nie ukończyła biegu | → Nie ukończyła biegu |
| Esther Akihary Marit Dopheide Eva Lubbers Jamile Samuel Dafne Schippers Kadene Vassell | sztafeta 4 × 100 m | 42,45      | 5.         |             |             |          |          | 42,70                 | 6.                    |

| Zawodniczka    | Konkurencja  | Kwalifikacje | Kwalifikacje | Finał            | Finał            |
| Zawodniczka    | Konkurencja  | Rezultat     | Miejsce      | Rezultat         | Miejsce          |
| -------------- | ------------ | ------------ | ------------ | ---------------- | ---------------- |
| Monique Jansen | rzut dyskiem | 57,50        | 31.          | → Nie awansowała | → Nie awansowała |

Siedmiobój
| Zawodniczka     | Konkurencja | 100H  | HJ   | SP    | 200 m | LJ   | JT    | 800 m   | Finał | Miejsce |
| --------------- | ----------- | ----- | ---- | ----- | ----- | ---- | ----- | ------- | ----- | ------- |
| Nadine Broersen | Wynik       | 13,64 | 1,86 | 13,57 | 25,13 | 5,94 | 51,98 | 2:16,98 | 6319  | 13.     |
| Nadine Broersen | Punkty      | 1030  | 1054 | 765   | 875   | 831  | 899   | 865     | 6319  | 13.     |
| Dafne Schippers | Wynik       | 13,48 | 1,80 | 13,67 | 22,83 | 6,28 | 36,83 | 2:15,52 | 6324  | 12.     |
| Dafne Schippers | Punkty      | 1053  | 978  | 772   | 1096  | 937  | 603   | 885     | 6324  | 12.     |

### Łucznictwo
Mężczyźni
| Zawodnik         | Konkurencja   | Runda rankingowa | Runda rankingowa | 1/32              | 1/16              | 1/8              | Ćwierćfinał       | Półfinał              | Finał             | Finał   |
| Zawodnik         | Konkurencja   | Punkty           | Rozstawienie     | Przeciwnik Wynik  | Przeciwnik Wynik  | Przeciwnik Wynik | Przeciwnik Wynik  | Przeciwnik Wynik      | Przeciwnik Wynik  | Pozycja |
| ---------------- | ------------- | ---------------- | ---------------- | ----------------- | ----------------- | ---------------- | ----------------- | --------------------- | ----------------- | ------- |
| Rick van der Ven | indywidualnie | 671              | 16.              | Jeff Henckels 6-2 | Dienis Gankin 7-1 | Im Dong-hyun 7-1 | Kuo Cheng-wei 6-0 | Takaharu Furukawa 5-6 | Dai Xiaoxiang 5-6 | 4.      |

### Pływanie
Mężczyźni
| Zawodnik                                                                   | Konkurencja       | Eliminacje | Eliminacje | Półfinał        | Półfinał        | Finał           | Finał           |
| Zawodnik                                                                   | Konkurencja       | Czas       | Miejsce    | Czas            | Miejsce         | Czas            | Miejsce         |
| -------------------------------------------------------------------------- | ----------------- | ---------- | ---------- | --------------- | --------------- | --------------- | --------------- |
| Sebastiaan Verschuren                                                      | 100m dowolnym     | 48,37      | 3.         | 48,13           | 4.              | 47,88           | 5.              |
| Sebastiaan Verschuren                                                      | 200m dowolnym     | 1:47,31    | 11.        | 1:46,95         | 11.             | → Nie awansował | → Nie awansował |
| Dion Dreesens                                                              | 200m dowolnym     | 1:49,00    | 27.        | → Nie awansował | → Nie awansował | → Nie awansował | → Nie awansował |
| Job Kienhuis                                                               | 1500m dowolnym    | 15:03,16   | 11.        |                 |                 | → Nie awansował | → Nie awansował |
| Nick Driebergen                                                            | 100m grzbietowym  | 53,62      | 6.         | 53,81           | 10.             | → Nie awansował | → Nie awansował |
| Nick Driebergen                                                            | 200m grzbietowym  | 1:57,29    | 7.         | 1:57,35         | 9.              | → Nie awansował | → Nie awansował |
| Bastiaan Lijesen                                                           | 100m grzbietowym  | 54,88      | 23.        | → Nie awansował | → Nie awansował | → Nie awansował | → Nie awansował |
| Lennart Stekelenburg                                                       | 100m klasycznym   | 1:00,96    | 20.        | → Nie awansował | → Nie awansował | → Nie awansował | → Nie awansował |
| Lennart Stekelenburg                                                       | 200m klasycznym   | 2:12,02    | 18.        | → Nie awansował | → Nie awansował |                 |                 |
| Joeri Verlinden                                                            | 100m motylkowym   | 52,07      | 9.         | 51,75           | 5.              | 51,82           | 6.              |
| Nick Driebergen Lennart Stekelenburg Joeri Verlinden Sebastiaan Verschuren | 4 × 100m zmiennym | 3:33,78    | 5.         |                 |                 | 3:33,46         | 7.              |

Kobiety
| Zawodniczka                                                                          | Konkurencja       | Eliminacje | Eliminacje | Półfinał         | Półfinał         | Finał            | Finał            |
| Zawodniczka                                                                          | Konkurencja       | Czas       | Miejsce    | Czas             | Miejsce          | Czas             | Miejsce          |
| ------------------------------------------------------------------------------------ | ----------------- | ---------- | ---------- | ---------------- | ---------------- | ---------------- | ---------------- |
| Marleen Veldhuis                                                                     | 50m dowolnym      | 24,57      | 2.         | 24,50            | 3.               | 24,39            | brąz             |
| Ranomi Kromowidjojo                                                                  | 50m dowolnym      | 24,51      | 1.         | 24,07            | 1.               | 24,05            | złoto            |
| Ranomi Kromowidjojo                                                                  | 100m dowolnym     | 53,66      | 5.         | 53,05            | 1.               | 53,00            | złoto            |
| Femke Heemskerk                                                                      | 100m dowolnym     | 54,43      | 15.        | 54,13            | 11.              | → Nie awansowała | → Nie awansowała |
| Sharon van Rouwendaal                                                                | 100m grzbietowym  | 1:00,61    | 20.        | → Nie awansowała | → Nie awansowała | → Nie awansowała | → Nie awansowała |
| Sharon van Rouwendaal                                                                | 200m grzbietowym  | 2:10,60    | 16.        | 2:09,50          | 11.              | → Nie awansowała | → Nie awansowała |
| Moniek Nijhuis                                                                       | 100m klasycznym   | 1:08,31    | 20.        | → Nie awansowała | → Nie awansowała | → Nie awansowała | → Nie awansowała |
| Inge Dekker                                                                          | 100m motylkowym   | 58,30      | 17.        | → Nie awansowała | → Nie awansowała | → Nie awansowała | → Nie awansowała |
| Inge Dekker Femke Heemskerk Ranomi Kromowidjojo Hinkelien Schreuder Marleen Veldhuis | 4 × 100m dowolnym | 3:37,76    | 3.         |                  |                  | 3:33,79          | srebro           |
| Inge Dekker Femke Heemskerk Ranomi Kromowidjojo Moniek Nijhuis Sharon van Rouwendaal | 4 × 100m zmiennym | 3:59,19    | 5.         |                  |                  | 3:57,28          | 6.               |

### Siatkówka

#### Siatkówka plażowa
| Zawodnicy                            | Konkurencja | Faza grupowa                                               | Faza grupowa                                       | Faza grupowa                                     | Pozycja | 1/8                                                       | Ćwierćfinały                                  | Półfinały                                        | Finał                                                   | Finał   |
| Zawodnicy                            | Konkurencja | Przeciwnicy Wynik                                          | Przeciwnicy Wynik                                  | Przeciwnicy Wynik                                | Pozycja | Przeciwnicy Wynik                                         | Przeciwnicy Wynik                             | Przeciwnicy Wynik                                | Przeciwnicy Wynik                                       | Pozycja |
| ------------------------------------ | ----------- | ---------------------------------------------------------- | -------------------------------------------------- | ------------------------------------------------ | ------- | --------------------------------------------------------- | --------------------------------------------- | ------------------------------------------------ | ------------------------------------------------------- | ------- |
| Reinder Nummerdor Richard Schuil     | Mężczyźni   | Igor Hernández Jesus Villafañe 2:1 (21:19, 17:21, 15;10)   | Jonathan Erdman Kay Matysik 2:0 (21:9, 21:16)      | Mārtiņš Pļaviņš Janis Smedins 0:2 (14:21, 18:21) | 2.      | Jefferson Bellaguarda Patrick Heuscher 2:0 (22:20, 21:15) | Daniele Lupo Paolo Nicolai 2:0 (21:16, 21:18) | Julius Brink Jonas Reckermann 0:2 (14:21, 16:21) | Mārtiņš Pļaviņš Janis Smedins 1:2 (21:19, 19:21, 11:15) | 4.      |
| Sanne Keizer Marleen van Iersel      | Kobiety     | Elsa Baquerizo Liliana Fernández 1:2 (21:14, 16:21, 11:15) | Jennifer Kessy April Ross 1:2 (15:21, 21:12, 8:15) | Ana Gallay Maria Zonta 2:0 (21:12, 21:16)        | 3.      | → Nie awansowały                                          | → Nie awansowały                              | → Nie awansowały                                 | → Nie awansowały                                        | 9.      |
| Madelein Meppelink Sophie van Gestel | Kobiety     | Maria Antonelli Talita Antunes 2:0 (10:21, 19:21)          | Louise Bawden Becchara Palmer 2:0 (21:19, 21:15)   | Sara Goller Laura Ludwig 0:2 (18:21, 14:21)      | 3.      | → Nie awansowały                                          | → Nie awansowały                              | → Nie awansowały                                 | → Nie awansowały                                        | 9.      |

### Strzelectwo
Mężczyźni
| Zawodnik          | Konkurencja                             | Kwalifikacje | Kwalifikacje | Finał           | Finał           |
| Zawodnik          | Konkurencja                             | Punkty       | Miejsce      | Punkty          | Miejsce         |
| ----------------- | --------------------------------------- | ------------ | ------------ | --------------- | --------------- |
| Peter Hellenbrand | karabin pneumatyczny 10 m               | 596          | 7.           | 699,8           | 5.              |
| Peter Hellenbrand | karabin małokalibrowy leżąc 50 m        | 588          | 43.          | → Nie awansował | → Nie awansował |
| Peter Hellenbrand | karabin małokalibrowy trzy pozycje 50 m | 1160         | 28.          | → Nie awansował | → Nie awansował |

### Szermierka
Mężczyźni
| Zawodnik      | Konkurencja | 1/32             | 1/16                  | 1/8               | Ćwierćfinały     | Półfinały        | Finał            | Finał   |
| Zawodnik      | Konkurencja | Przeciwnik Wynik | Przeciwnik Wynik      | Przeciwnik Wynik  | Przeciwnik Wynik | Przeciwnik Wynik | Przeciwnik Wynik | Pozycja |
| ------------- | ----------- | ---------------- | --------------------- | ----------------- | ---------------- | ---------------- | ---------------- | ------- |
| Bas Verwijlen | szpada      |                  | Athos Schwantes 15-10 | Jörg Fiedler 8-15 | → Nie awansował  | → Nie awansował  | → Nie awansował  | 9.      |

### Taekwondo
Mężczyźni
| Zawodnik     | Konkurencja | 1/16                       | Ćwierćfinał        | Półfinał         | Repasaż 1        | Repasaż 2        | Finał            | Finał   |
| Zawodnik     | Konkurencja | Przeciwnik Wynik           | Przeciwnik Wynik   | Przeciwnik Wynik | Przeciwnik Wynik | Przeciwnik Wynik | Przeciwnik Wynik | Pozycja |
| ------------ | ----------- | -------------------------- | ------------------ | ---------------- | ---------------- | ---------------- | ---------------- | ------- |
| Tommy Mollet | 80 kg       | Ahmed Abdelrahman 8-6(SDP) | Arman Jeremian 4-6 | → Nie awansował  | → Nie awansował  | → Nie awansował  | → Nie awansował  | 9.      |

### Tenis stołowy
Kobiety
| Zawodniczka                 | Konkurencja       | Eliminacje          | Runda 1             | Runda 2             | Runda 3                                                     | Runda 4                                                    | Ćwierćfinały                            | Półfinały           | Finał               | Finał   |
| Zawodniczka                 | Konkurencja       | Przeciwniczka Wynik | Przeciwniczka Wynik | Przeciwniczka Wynik | Przeciwniczka Wynik                                         | Przeciwniczka Wynik                                        | Przeciwniczka Wynik                     | Przeciwniczka Wynik | Przeciwniczka Wynik | Pozycja |
| --------------------------- | ----------------- | ------------------- | ------------------- | ------------------- | ----------------------------------------------------------- | ---------------------------------------------------------- | --------------------------------------- | ------------------- | ------------------- | ------- |
| Li Jiao                     | singel            |                     |                     |                     | Marharyta Pesoćka 4-0 (11:3, 11:9, 11:4, 11:4)              | Elizabeta Samara 4-2 (11:5, 8:11, 13:11, 6:11, 11:9, 11:7) | Li Xiaoxia 0-4 (5:11, 9:11, 9:11, 7:11) | → Nie awansowała    | → Nie awansowała    | 5.      |
| Li Jie                      | singel            |                     |                     |                     | Natalia Partyka 4-2 (11:13, 6:11, 16:14, 11:7, 12:10, 11:7) | Ai Fukuhara 3-4 (4:11, 11:8, 11:8, 11:6, 5:11, 8:11, 8:11) | → Nie awansowała                        | → Nie awansowała    | → Nie awansowała    | 9.      |
| Li Jiao Li Jie Elena Timina | turniej drużynowy |                     |                     |                     |                                                             | Egipt · 3-0                                                | Chiny · 0-3                             | → Nie awansowały    | → Nie awansowały    | 5.      |

### Tenis ziemny
Mężczyźni
| Zawodnik                      | Konkurencja    | 1/32                     | 1/16                                         | 1/8              | Ćwierćfinały     | Półfinały        | Finał            | Finał         |
| Zawodnik                      | Konkurencja    | Przeciwnik Wynik         | Przeciwnik Wynik                             | Przeciwnik Wynik | Przeciwnik Wynik | Przeciwnik Wynik | Przeciwnik Wynik | Pozycja       |
| ----------------------------- | -------------- | ------------------------ | -------------------------------------------- | ---------------- | ---------------- | ---------------- | ---------------- | ------------- |
| Robin Haase                   | gra pojedyncza | Richard Gasquet 3:6, 3:6 | → Nie awansował                              | → Nie awansował  | → Nie awansował  | → Nie awansował  | → Nie awansował  | Miejsca 33-64 |
| Robin Haase Jean-Julien Rojer | gra podwójna   |                          | Leander Paes Vishnu Vardhan 6:7(1), 6:4, 2:6 | → Nie awansowali | → Nie awansowali | → Nie awansowali | → Nie awansowali | Miejsca 17-32 |

### Triathlon
| Zawodniczka    | Konkurencja | Pływanie (1,5 km) | Zmiana 1 | Jazda na rowerze (40 km) | Zmiana 2 | Bieg (10 km) | Czas       | Pozycja |
| -------------- | ----------- | ----------------- | -------- | ------------------------ | -------- | ------------ | ---------- | ------- |
| Maaike Caelers | Kobiety     | 20:49             | 0:44     | 1:09:41                  | 0:36     | 35:03        | 2:06:53,00 | 41.     |
| Rachel Klamer  | Kobiety     | 19:27             | 0:44     | 1:07:14                  | 0:35     | 36:59        | 2:04:59,00 | 36.     |

### Wioślarstwo
Mężczyźni
| Zawodnik | Konkurencja                       | Eliminacje | Eliminacje | Repasaże | Repasaże | Ćwierćfinał | Ćwierćfinał | Półfinał | Półfinał | Finał   | Finał   |
| Zawodnik | Konkurencja                       | Czas       | Miejsce    | Czas     | Miejsce  | Czas        | Miejsce     | Czas     | Miejsce  | Czas    | Miejsce |
| --- | --------------------------------- | ---------- | ---------- | -------- | -------- | ----------- | ----------- | -------- | -------- | ------- | ------- |
| Meindert Klem Nanne Sluis | dwójka bez sternika               | 6:25,90    | 3.         |          |          |             |             | 7:13,77  | 6.       | 7:05,12 | 11.     |
| Kaj Hendriks Ruben Knab Boaz Meylink Mechiel Versluis                                                                                     | czwórka bez sternika              | 5:55,99    | 2.         |          |          |             |             | 6:03:71  | 3.       | 6:14,78 | 5.      |
| Tim Heijbrock Roeland Lievens Tycho Muda Vincent Muda                                                                                     | czwórka bez sternika wagi lekkiej | 5:52,47    | 2.         |          |          |             |             | 6:01,37  | 3.       | 6:11.39 | 6.      |
| Rogier Blink Roel Braas Sjoerd Hamburger Jozef Klaassen Olivier Siegelaar Diederik Simon Mitchel Steenman Matthijs Vellenga Peter Wiersum | ósemka                            | 5:28,99    | 3.         | 5:27,98  | 3.       |             |             |          |          | 5:51,72 | 5.      |

Kobiety
| Zawodniczka | Konkurencja                  | Eliminacje | Eliminacje | Repasaże | Repasaże | Ćwierćfinał | Ćwierćfinał | Półfinał | Półfinał | Finał   | Finał   |
| Zawodniczka | Konkurencja                  | Czas       | Miejsce    | Czas     | Miejsce  | Czas        | Miejsce     | Czas     | Miejsce  | Czas    | Miejsce |
| --- | ---------------------------- | ---------- | ---------- | -------- | -------- | ----------- | ----------- | -------- | -------- | ------- | ------- |
| Elisabeth Hogerwerf Inge Janssen | dwójka podwójna              | 7:00,10    | 4.         | 7:19,80  | 5.       |             |             |          |          | 7:29,57 | 8.      |
| Maaike Head Rianne Sigmund | dwójka podwójna wagi lekkiej | 7:10,49    | 4.         | 7:19,26  | 1.       |             |             | 7:19,31  | 5.       | 7:20,36 | 8.      |
| Chantal Achterberg Claudia Belderbos Carline Bouw Sytske de Groot Annemiek de Haan Nienke Kingma Anne Schellekens Roline Repelaer van Driel Jacobine Veenhoven | ósemka                       | 6:18,98    | 3.         | 6:15,36  | 1.       |             |             |          |          | 6:13,12 | brąz    |

### Żeglarstwo
Mężczyźni
| Zawodnik                 | Konkurencja | Wyścig | Wyścig | Wyścig | Wyścig | Wyścig | Wyścig | Wyścig | Wyścig | Wyścig | Wyścig | Wyścig | Punkty | Finałowa pozycja |
| Zawodnik                 | Konkurencja | 1      | 2      | 3      | 4      | 5      | 6      | 7      | 8      | 9      | 10     | M*     | Punkty | Finałowa pozycja |
| ------------------------ | ----------- | ------ | ------ | ------ | ------ | ------ | ------ | ------ | ------ | ------ | ------ | ------ | ------ | ---------------- |
| Dorian van Rijsselberghe | RS:X        | 1      | 1      | 1      | 3      | 1      | 2      | 1      | 2      | 1      | 39     | 2      | 15     | złoto            |
| Rutger van Schaardenburg | Laser       | 33     | 11     | 14     | 7      | 11     | 14     | 26     | 5      | 19     | 23     |        | 130    | 14.              |
| Pieter-Jan Postma        | Finn        | 5      | 10     | 3      | 4      | 20     | 13     | 2      | 2      | 1      | 2      | 10     | 52     | 4.               |
| Kalle Coster Sven Coster | 470         | 8      | 5      | 19     | 7      | 21     | 24     | 9      | 22     | 6      | 8      |        | 105    | 12.              |

Kobiety
| Zawodniczka                   | Konkurencja  | Wyścig | Wyścig | Wyścig | Wyścig | Wyścig | Wyścig | Wyścig | Wyścig | Wyścig | Wyścig | Wyścig | Punkty | Finałowa pozycja |
| Zawodniczka                   | Konkurencja  | 1      | 2      | 3      | 4      | 5      | 6      | 7      | 8      | 9      | 10     | M*     | Punkty | Finałowa pozycja |
| ----------------------------- | ------------ | ------ | ------ | ------ | ------ | ------ | ------ | ------ | ------ | ------ | ------ | ------ | ------ | ---------------- |
| Marit Bouwmeester             | Laser radial | 6      | 3      | 4      | 5      | 6      | 1      | 4      | 3      | 6      | 1      | 4      | 37     | srebro           |
| Lobke Berkhout Lisa Westerhof | 470          | 1      | 8      | 6      | 4      | 2      | 18     | 4      | 3      | 20     | 6      | 12     | 64     | brąz             |

Elliott 6m
| Zawodniczki                                        | Konkurencja | Round Robin | Round Robin | Round Robin | Round Robin | Round Robin     | Round Robin   | Round Robin | Round Robin | Round Robin | Round Robin | Round Robin       | Miejsce | Faza pucharowa  | Faza pucharowa   | Faza pucharowa   | Miejsce |
| Zawodniczki                                        | Konkurencja | Australia   | Dania       | Finlandia   | Francja     | Wielka Brytania | Nowa Zelandia | Portugalia  | Rosja       | Hiszpania   | Szwecja     | Stany Zjednoczone | Miejsce | Ćwierćfinał     | Półfinał         | Finał            | Miejsce |
| -------------------------------------------------- | ----------- | ----------- | ----------- | ----------- | ----------- | --------------- | ------------- | ----------- | ----------- | ----------- | ----------- | ----------------- | ------- | --------------- | ---------------- | ---------------- | ------- |
| Annemieke Bes Marcelien de Koning Renée Groeneveld | Elliott 6m  | 0-1         | 0-1         | 1-0         | 0-1         | 1-0             | 1-0           | 1-0         | 0-1         | 0-1         | 0-1         | 0-1               | 8.      | Australia · 1-3 | → Nie awansowały | → Nie awansowały | 5.      |